# 三石村
三石村（法語：Les Trois-Pierres，法語發音：[le tʁwa pjɛʁ]）是法国滨海塞纳省的一个市镇，属于勒阿弗尔区。

## 地理
三石村（49°32'49"N, 0°24'57"E）面积7.48 平方千米，位于法国诺曼底大区滨海塞纳省，该省份为法国北部沿海省份，其西部及北部濒大西洋英吉利海峡，东起顺时针与索姆省、瓦兹省、厄尔省和卡爾瓦多斯省接壤。
与三石村接壤的市镇（或旧市镇、城区）包括：戈梅维尔、梅拉马尔、拉勒米埃、圣厄斯塔什拉福雷、圣吉勒德拉讷维尔、圣让德拉讷维尔、圣罗曼-德科尔博斯克。

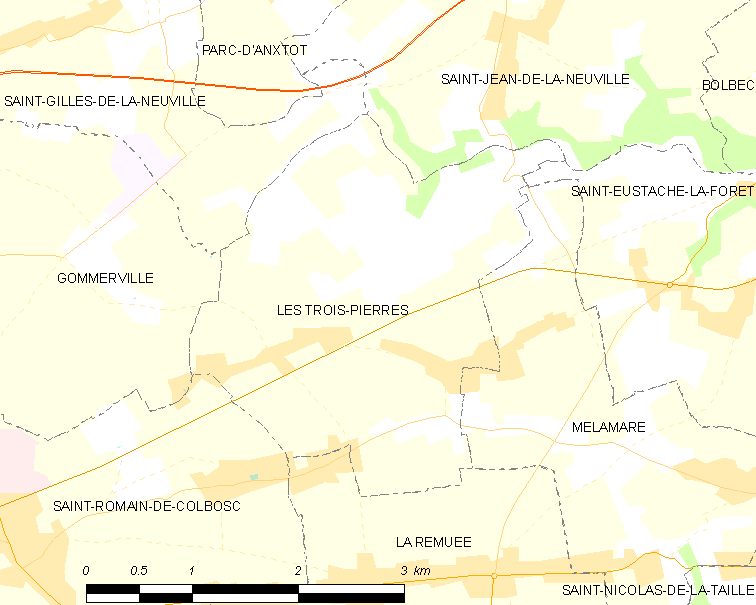
三石村的OSM定位图

三石村的时区为UTC+01:00、UTC+02:00（夏令时）。

## 行政
三石村的邮政编码为76430，INSEE市镇编码为76714。

## 政治
三石村所属的省级选区为圣罗曼-德科尔博斯克县。

## 人口

1962-2008年间三石村人口变化图示

三石村于2022年1月1日时的人口数量为815人。